# Nathan B. Scott

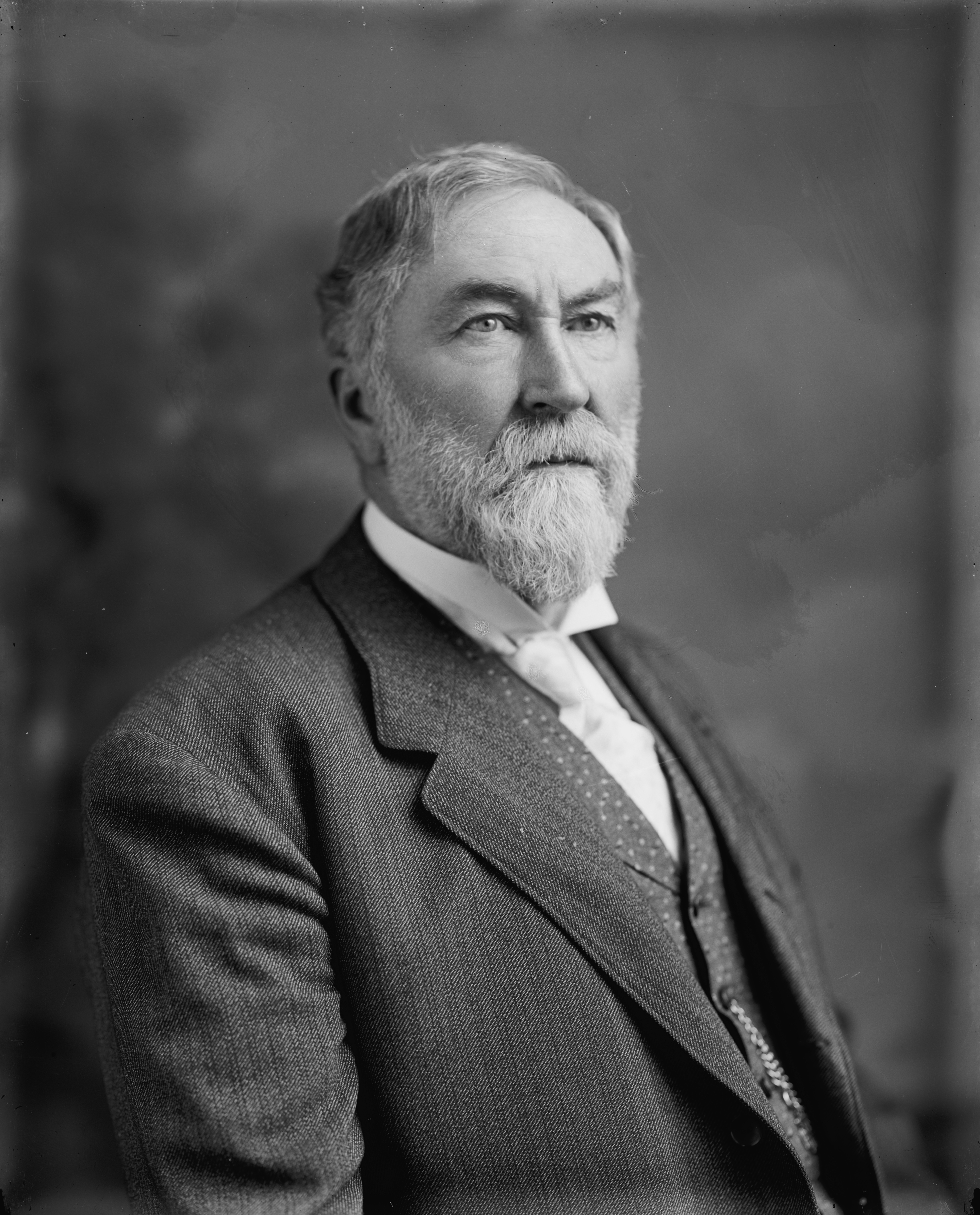
Nathan B. Scott

Nathan Bay Scott (* 18. Dezember 1842 bei Quaker City, Guernsey County, Ohio; † 2. Januar 1924) war ein US-amerikanischer Politiker (Republikanische Partei), der den Bundesstaat West Virginia im US-Senat vertrat.
Nach dem Besuch der öffentlichen Schulen war Nathan Scott von 1859 bis 1862 in der Nähe von Colorado Springs im Bergbau tätig. Während des Sezessionskrieges trat er der Unionsarmee bei und stieg vom Corporal zum Sergeant auf; 1865 bekleidete er dann noch den Posten eines Proviantmeisters in seinem Regiment. Im selben Jahr verließ er die Armee.
Scott wurde nach dem Krieg Geschäftsmann in Wheeling (West Virginia). Er betätigte sich in der Glasherstellung sowie im Bankgewerbe. Zwischen 1881 und 1883 hatte er als Mitglied des Stadtrats von Wheeling auch sein erstes politisches Amt inne; im Anschluss gehörte er bis 1890 dem Senat von West Virginia an. 1888 saß er zudem im Republican National Committee.
Im Jahr 1898 wurde Scott von US-Präsident William McKinley zum Leiter der Steuerbehörde (Commissioner of Internal Revenue) ernannt. Schon im Februar des folgenden Jahres legte er diesen Posten nieder, nachdem er für die Republikaner in den US-Senat gewählt worden war. Nach einer Wiederwahl verblieb er vom 4. März 1899 bis zum 3. März 1911 im Kongress, ehe ihn seine Partei nicht ein drittes Mal als Kandidaten aufstellte. Während seiner Zeit im Senat war er unter anderem Vorsitzender des Bergbauausschusses.
Nach seiner politischen Laufbahn wurde Nathan Scott 1911 in die Lincoln Memorial Commission berufen. Ferner war er bis zu seinem Tod im Jahr 1924 im Bankgeschäft in Washington tätig.